# براندون توماس (لاعب كرة قدم)
براندون توماس (بالإسبانية: Brandon Thomas)‏ هو لاعب كرة قدم إسباني، ولد في 4 فبراير 1995 في ميورقة في إسبانيا. لعب مع ريال مايوركا ب وريال مايوركا.

## وصلات خارجية
- براندون توماس على موقع الاتحاد الأوربي (الإنجليزية)
- براندون توماس على موقع قاعدة بيانات كرة القدم.إي يو (الإنجليزية)
- براندون توماس على موقع Soccerbase.com (لاعب) (الإنجليزية)
- براندون توماس على موقع Soccerway.com (الإنجليزية)
- براندون توماس على موقع AS.com (الإسبانية)